# Saison 2017 de l'équipe cycliste BMC Racing
La saison 2017 de l'équipe cycliste BMC Racing est la onzième de cette équipe.

## Préparation de la saison 2017

### Sponsors et financement de l'équipe
L'entreprise suisse, spécialisée dans l'horlogerie TAG Heuer rejoint l'équipe BMC Racing en qualité de sponsor secondaire à compter de la saison 2017. Le budget de l'équipe pour cette saison s'élève à 23 à 28 millions d'euros,.

### Arrivées et départs
| Arrivées          | Équipe 2016     |
| ----------------- | --------------- |
| Martin Elmiger    | IAM             |
| Kilian Frankiny   | BMC Development |
| Nicolas Roche     | Sky             |
| Miles Scotson     | Illuminate      |
| Francisco Ventoso | Movistar        |

| Départs          | Équipe 2017       |
| ---------------- | ----------------- |
| Darwin Atapuma   | UAE Abu Dhabi     |
| Marcus Burghardt | Bora-Hansgrohe    |
| Philippe Gilbert | Quick-Step Floors |
| Taylor Phinney   | Cannondale-Drapac |
| Peter Velits     | retraite          |
| Rick Zabel       | Katusha-Alpecin   |

### Objectifs
Greg Van Avermaet sera le leader de l'équipe sur les classiques. Le belge rêve notamment de remporter le Tour des Flandres, mais il défendra également ses chances sur Paris-Roubaix et l'Amstel Gold Race. Sur la seconde partie de saison le champion olympique visera le titre de champion du monde.

## Déroulement de la saison

### Début de saison
L'équipe commence la saison en Australie, avec un doublé lors des championnats nationaux sur route. À Buninyong, durant la première semaine de janvier, Rohan Dennis obtient un deuxième titre consécutif de champion d'Australie du contre-la-montre. Miles Scotson prend la cinquième place. Trois jours plus tard, ce dernier s'impose lors de la course en ligne en attaquant seul dans le final,.
Pour la première épreuve UCI World Tour de l'année, le Tour Down Under, BMC a pour leader Richie Porte, monté sur le podium de cette course lors des deux éditions précédentes. Il y est épaulé par Rohan Dennis, Miles Scotson, Francisco Ventoso, Damiano Caruso, Amaël Moinard et Danilo Wyss. En s'imposant en solitaire lors des deux « étapes reines », à Paracombe (en) et Willunga, Richie Porte remporte ce Tour Down Under avec 48 secondes d'avance sur Esteban Chaves (Orica-Scott). Avec ce succès, Richie Porte prend la tête du classement indiduel du World Tour, et BMC Racing celle du classement par équipes.
L'équipe enchaîne avec la Cadel Evans Great Ocean Road Race, qui fait son entrée dans le World Tour, et où elle aligne les mêmes coureurs. Richie Porte attaque à 4 kilomètres. Repris, il termine à la 21e place.
Début février, l'équipe BMC composée de Manuel Senni, Michael Schär, Greg Van Avermaet, Nicolas Roche, Stefan Küng et Ben Hermans s'impose en contre-la-montre par équipes à l'occasion de la première étape du Tour de la Communauté valencienne. Manuel Senni occupe alors la première place du classement général. Il la cède le lendemain à Greg Van Avermaet, huitième de la deuxième étape. En s'adjugeant la quatrième étape, Nairo Quintana (Movistar) détrône les coureurs de BMC au classement général : Ben Hermans et Manuel Senni terminent aux deuxième et troisième places, Senni obtenant ainsi le maillot blanc de meilleur jeune.
Au Tour d'Oman, Ben Hermans prend la tête du classement général en gagnant la deuxième étape au sommet d'Al Jissah, devant Rui Costa et Jakob Fuglsang. Il accroit son avance en s'imposant une deuxième fois, lors de la deuxième étape, devant Fabio Aru et Rui Costa, et remporte ainsi la première course par étapes de sa carrière.
BMC est, avec AG2R et FDJ, l'une des trois équipes World Tour disputant le Tour du Haut-Var. Damiano Caruso termine quatrième de cette course, dans la même seconde que le vainqueur Arthur Vichot (FDJ). Brent Bookwalter est septième, Tom Bohli vingtième et meilleur jeune, et BMC remporte le classement par équipes. Quelques jours plus tard, Rohan Dennis s'impose sur le Tour La Provence, en ayant terminé deuxième des deuxième et troisième étapes.
Tejay van Garderen commence sa saison au Tour d'Abou Dabi, nouvellement inscrit au World Tour. Il y est entouré d'Alessandro De Marchi, Manuel Quinziato, Nicolas Roche, Samuel Sanchez, Manuel Senni, Dylan Teuns et Loïc Vliegen,. Van Garderen y réalise une performance décevante, étant rapidement distancé lors de la seule arrivée en côte de cette course, au Jebel Hafeet (en).

### Saison de classiques
Durant le week-end d'ouverture de la saison des classiques en Belgique, le leader de BMC est Greg Van Avermaet, considéré comme l'un des favoris. Au Circuit Het Nieuwsblad, nouvelle épreuve World Tour dont il est vainqueur sortant et l'un des favoris, il est accompagné par Martin Elmiger, Floris Gerts, Stefan Küng, Daniel Oss, Michael Schär, Jempy Drucker et Francisco Ventoso. Échappé avec Peter Sagan et Sep Vanmarcke, Greg Van Avermaet s'impose pour la deuxième fois consécutive en battant ces deux coureurs au sprint. Le lendemain, sur Kuurne-Bruxelles-Kuurne, Tom Bohli, Silvan Dillier et Miles Scotson remplacent Floris Gerts, Michael Schär et Francisco Ventoso. Malgré la présence de quatre coureurs dans le groupe de tête à 30 kilomètres de l'arrivée, les BMC ne parviennent pas à empêcher puis rattraper l'échappée de cinq coureurs, dont le vainqueur Peter Sagan. Van Avermaet est septième, Küng, Dillier et Drücker terminent entre les quinzième et dix-septième places,,.

## Coureurs et encadrement technique

### Effectif
| Cycliste             | Date de naissance | Nationalité | Équipe 2016     |  |
| -------------------- | ----------------- | ----------- | --------------- |  |
| Tom Bohli            | 17 janvier 1994   | Suisse      | BMC Racing      |  |
| Brent Bookwalter     | 16 février 1984   | États-Unis  | BMC Racing      |  |
| Damiano Caruso       | 12 octobre 1987   | Italie      | BMC Racing      |  |
| Alessandro De Marchi | 19 mai 1986       | Italie      | BMC Racing      |  |
| Rohan Dennis         | 28 mai 1990       | Australie   | BMC Racing      |  |
| Silvan Dillier       | 3 août 1990       | Suisse      | BMC Racing      |  |
| Jempy Drucker        | 3 septembre 1986  | Luxembourg  | BMC Racing      |  |
| Martin Elmiger       | 23 septembre 1978 | Suisse      | IAM             |  |
| Kilian Frankiny      | 26 janvier 1994   | Suisse      | BMC Development |  |
| Floris Gerts         | 3 mai 1992        | Pays-Bas    | BMC Racing      |  |
| Ben Hermans          | 8 juin 1986       | Belgique    | BMC Racing      |  |
| Stefan Küng          | 16 novembre 1993  | Suisse      | BMC Racing      |  |
| Amaël Moinard        | 2 février 1982    | France      | BMC Racing      |  |
| Daniel Oss           | 13 janvier 1987   | Italie      | BMC Racing      |  |
| Richie Porte         | 30 janvier 1985   | Australie   | BMC Racing      |  |
| Manuel Quinziato     | 30 octobre 1979   | Italie      | BMC Racing      |  |
| Nicolas Roche        | 3 juillet 1984    | Irlande     | Sky             |  |
| Joey Rosskopf        | 5 septembre 1989  | États-Unis  | BMC Racing      |  |
| Samuel Sánchez       | 5 février 1978    | Espagne     | BMC Racing      |  |
| Michael Schär        | 29 septembre 1986 | Suisse      | BMC Racing      |  |
| Miles Scotson        | 18 janvier 1994   | Australie   | Illuminate      |  |
| Manuel Senni         | 11 mars 1992      | Italie      | BMC Racing      |  |
| Dylan Teuns          | 1er mars 1992     | Belgique    | BMC Racing      |  |
| Greg Van Avermaet    | 17 mai 1985       | Belgique    | BMC Racing      |  |
| Tejay van Garderen   | 12 août 1988      | États-Unis  | BMC Racing      |  |
| Tejay van Garderen   | 12 août 1988      | États-Unis  | BMC Racing      |  |
| Nathan Van Hooydonck | 12 octobre 1995   | Belgique    | BMC Development |  |
| Loïc Vliegen         | 20 décembre 1993  | Belgique    | BMC Racing      |  |
| Danilo Wyss          | 26 août 1985      | Suisse      | BMC Racing      |  |
| Stagiaire            | Date de naissance | Nationalité | Équipe 2017     |  |
| Patrick Müller       | 18 avril 1996     | Suisse      | BMC Development |  |
| Bram Welten          | 29 mars 1997      | Pays-Bas    | BMC Development |  |

## Bilan de la saison
BMC remporte 48 courses en 2017, ce qui en fait la deuxième équipe World Tour la plus prolofique de la saison. Elle est devancée de huit victoires par Quick-Step Floors. Il s'agit du meilleur score de l'équipe BMC depuis sa création. Vingt-deux de ces succès sont obtenus sur le calendrier World Tour, six lors de championnats nationaux,.
Greg Van Avermaet remporte le classement individuel de l'UCI World Tour, et BMC termine à la troisième place du classement par équipes,.

### Victoires
| Victoires | Victoires                                      | Victoires  | Victoires | Victoires          | Victoires |
| Date      | Course                                         | Pays       | Classe    | Vainqueur          |           |
| --------- | ---------------------------------------------- | ---------- | --------- | ------------------ | --------- |
| 5 janv.   | Championnat d'Australie du contre-la-montre    | Australie  | CN        | Rohan Dennis       |           |
| 8 janv.   | Championnat d'Australie sur route              | Australie  | CN        | Miles Scotson      |           |
| 18 janv.  | 2e étape du Tour Down Under                    | Australie  | 2.UWT     | Richie Porte       |           |
| 21 janv.  | 5e étape du Tour Down Under                    | Australie  | 2.UWT     | Richie Porte       |           |
| 22 janv.  | Classement général, Tour Down Under            | Australie  | 2.UWT     | Richie Porte       |           |
| 1 fév.    | 1re étape du Tour de la Communauté valencienne | Espagne    | 2.1       | BMC Racing Team    |           |
| 15 fév.   | 2e étape du Tour d'Oman                        | Oman       | 2.HC      | Ben Hermans        |           |
| 18 fév.   | 5e étape du Tour d'Oman                        | Oman       | 2.HC      | Ben Hermans        |           |
| 19 fév.   | Classement général, Tour d'Oman                | Oman       | 2.HC      | Ben Hermans        |           |
| 23 fév.   | Classement général, Tour de la Provence        | France     | 2.1       | Rohan Dennis       |           |
| 25 fév.   | Circuit Het Nieuwsblad                         | Belgique   | 1.UWT     | Greg Van Avermaet  |           |
| 8 mars    | 1re étape, Tirreno-Adriatico                   | Italie     | 2.UWT     | BMC Racing Team    |           |
| 11 mars   | 7e étape, Paris-Nice                           | France     | 2.UWT     | Richie Porte       |           |
| 14 mars   | 7e étape, Tirreno-Adriatico                    | Italie     | 2.UWT     | Rohan Dennis       |           |
| 21 mars   | 2e étape du Tour de Catalogne                  | Espagne    | 2.UWT     | BMC Racing Team    |           |
| 24 mars   | E3 Saxo Bank Classic                           | Belgique   | 1.UWT     | Greg Van Avermaet  |           |
| 26 mars   | Gand-Wevelgem                                  | Belgique   | 1.UWT     | Greg Van Avermaet  |           |
| 9 avr.    | Paris-Roubaix                                  | France     | 1.UWT     | Greg Van Avermaet  |           |
| 18 avr.   | 2e étape du Tour des Alpes                     | Autriche   | 2.HC      | Rohan Dennis       |           |
| 27 avr.   | 2e étape du Tour de Romandie                   | Suisse     | 2.UWT     | Stefan Küng        |           |
| 30 avr.   | Classement général, Tour de Romandie           | Suisse     | 2.UWT     | Richie Porte       |           |
| 11 mai    | 6e étape du Tour d'Italie                      | Italie     | 2.UWT     | Silvan Dillier     |           |
| 25 mai    | 18e étape du Tour d'Italie                     | Italie     | 2.UWT     | Tejay van Garderen |           |
| 1 juin    | 1re étape du Tour de Luxembourg                | Luxembourg | 2.HC      | Jempy Drucker      |           |
| 2 juin    | 2e étape du Tour de Luxembourg                 | Luxembourg | 2.HC      | Greg Van Avermaet  |           |
| 4 juin    | 4e étape du Tour de Luxembourg                 | Luxembourg | 2.HC      | Greg Van Avermaet  |           |
| 4 juin    | Classement général, Tour de Luxembourg         | Luxembourg | 2.HC      | Greg Van Avermaet  |           |
| 7 juin    | 4e étape, Critérium du Dauphiné                | France     | 2.UWT     | Richie Porte       |           |
| 10 juin   | Prologue du Tour de Suisse                     | Suisse     | 2.UWT     | Rohan Dennis       |           |
| 18 juin   | Classement général, Route du Sud               | France     | 2.1       | Silvan Dillier     |           |
| 18 juin   | 8e étape du Tour de Suisse                     | Suisse     | 2.UWT     | Rohan Dennis       |           |
| 21 juin   | Championnat du Luxembourg du contre-la-montre  | Luxembourg | CN        | Jempy Drucker      |           |
| 22 juin   | Championnat de Suisse du contre-la-montre      | Suisse     | CN        | Stefan Küng        |           |
| 24 juin   | Championnat des États-Unis du contre-la-montre | États-Unis | CN        | Joey Rosskopf      |           |
| 25 juin   | Championnat de Suisse de cyclisme sur route    | Suisse     | CN        | Silvan Dillier     |           |
| 24 juill. | 3e étape du Tour de Wallonie                   | Belgique   | 2.HC      | Dylan Teuns        |           |
| 25 juill. | 4e étape du Tour de Wallonie                   | Belgique   | 2.HC      | Jempy Drucker      |           |
| 26 juill. | Classement général, Tour de Wallonie           | Belgique   | 2.HC      | Dylan Teuns        |           |
| 26 juill. | 5e étape du Tour de Wallonie                   | Belgique   | 2.HC      | Dylan Teuns        |           |
| 31 juill. | 3e étape du Tour de Pologne                    | Pologne    | 2.UWT     | Dylan Teuns        |           |
| 1 août    | 2e étape du Tour de l'Utah                     | États-Unis | 2.HC      | Brent Bookwalter   |           |
| 4 août    | Classement général, Tour de Pologne            | Pologne    | 2.UWT     | Dylan Teuns        |           |
| 8 août    | 2e étape, Benelux Tour                         | Pays-Bas   | 2.UWT     | Stefan Küng        |           |
| 10 août   | 1re étape de la Arctic Race of Norway          | Norvège    | 2.HC      | Dylan Teuns        |           |
| 13 août   | Classement général, Arctic Race of Norway      | Norvège    | 2.HC      | Dylan Teuns        |           |
| 13 août   | Classement général, Colorado Classic           | États-Unis | 2.HC      | Manuel Senni       |           |
| 13 août   | 4e étape de la Arctic Race of Norway           | Norvège    | 2.HC      | Dylan Teuns        |           |
| 19 août   | 1re étape du Tour d'Espagne                    | France     | 2.UWT     | BMC Racing Team    |           |

### Résultats sur les courses majeures
Les tableaux suivants représentent les résultats de l'équipe dans les principales courses du calendrier international (les cinq classiques majeures et les trois grands tours). Pour chaque épreuve est indiqué le meilleur coureur de l'équipe, son classement ainsi que les accessits glanés par BMC Racing sur les courses de trois semaines.

#### Classiques
| Classique            | Milan-San Remo          | Tour des Flandres      | Paris-Roubaix           | Liège-Bastogne-Liège    | Tour de Lombardie   |
| -------------------- | ----------------------- | ---------------------- | ----------------------- | ----------------------- | ------------------- |
| Coureur (classement) | Greg Van Avermaet (21e) | Greg Van Avermaet (2e) | Greg Van Avermaet (1er) | Greg Van Avermaet (11e) | Nicolas Roche (12e) |

#### Grands tours
| Grand tour           | Tour d'Italie                                             | Tour de France       | Tour d'Espagne                                    |
| -------------------- | --------------------------------------------------------- | -------------------- | ------------------------------------------------- |
| Coureur (classement) | Tejay Van Garderen (20e)                                  | Damiano Caruso (11e) | Tejay Van Garderen (10e)                          |
| Accessits            | 2 victoires d'étapes (Silvan Dillier, Tejay Van Garderen) |                      | 1 victoire d'étape (contre-la-montre par équipes) |

### Classement UCI
BMC termine à la 3e place du classement par équipes du World Tour avec 10961 points. Ce total est obtenu par l'addition des points de ses coureurs au classement individuel. Greg Van Avermaet est premier de ce classement avec 3582 points.
| Rang | Coureur              | Points |
| ---- | -------------------- | ------ |
| 1    | Greg Van Avermaet    | 3582   |
| 12   | Richie Porte         | 1882   |
| 45   | Rohan Dennis         | 810    |
| 51   | Dylan Teuns          | 763    |
| 53   | Damiano Caruso       | 755    |
| 56   | Tejay Van Garderen   | 735    |
| 77   | Nicolas Roche        | 522    |
| 96   | Jempy Drucker        | 384    |
| 103  | Stefan Küng          | 335    |
| 126  | Brent Bookwalter     | 217    |
| 127  | Silvan Dillier       | 215    |
| 134  | Ben Hermans          | 185    |
| 209  | Loïc Vliegen         | 80     |
| 216  | Daniel Oss           | 75     |
| 226  | Samuel Sanchez       | 69     |
| 237  | Michael Schär        | 62     |
| 254  | Francisco Ventoso    | 52     |
| 268  | Danilo Wyss          | 45     |
| 276  | Tom Bohli            | 41     |
| 291  | Amael Moinard        | 36     |
| 296  | Alessandro De Marchi | 35     |
| 300  | Manuel Quinziato     | 33     |
| 349  | Kilian Frankiny      | 19     |
| 354  | Joey Rosskopf        | 16     |
| 401  | Manuel Senni         | 5      |
| 414  | Floris Gerts         | 4      |
| 418  | Miles Scotson        | 3      |
| 433  | Martin Elmiger       | 1      |